# Barbosella dolichorhiza
Barbosella dolichorhiza är en orkidéart som beskrevs av Rudolf Schlechter. Barbosella dolichorhiza ingår i släktet Barbosella och familjen orkidéer. Inga underarter finns listade i Catalogue of Life.